# Верхнее Нигалмаозеро
Верхнее Нигалмаозеро — озеро на территории Сосновецкого сельского поселения Беломорского района Республики Карелии.

## Общие сведения
Площадь озера — 1 км². Располагается на высоте 120,5 метров над уровнем моря.
Форма озера продолговатая: оно вытянуто с северо-запада на юго-восток. Берега каменисто-песчаные, местами заболоченные.
Через озеро протекает безымянный водоток, ниже течением протекая озеро Нижнее Нигалмаозеро, втекающий в реку Тунгуду, впадающую, в свою очередь, в реку Нижний Выг.
Ближе к северо-западной оконечности озера расположен один небольшой остров без названия.
У юго-восточной оконечности озера проходит автозимник.
Код объекта в государственном водном реестре — 02020001311102000008715.